# Världsmästerskapen i lagförföljelselopp
Världsmästerskapen i lagförföljelselopp har arrangerats av UCI som en del av Världsmästerskapen i bancykling sedan 1962. Inledningsvis var disciplinen endast öppen för herramatörer, men efter 1992 öppnades den även för professionella herrar och därefter slopades indelningen mellan amatörer och professionella helt. Herrarna har sedan starten kört 4 000 m med fyramannalag. För damer infördes lagförföljelselopp 2008. Dessa kördes inledningsvis med tre deltagare per lag som körde 3 000 m, men från och med 2014 ökades damlagens storlek till fyra, samtidigt som distansen ökades till 4 000 m.

## Podieplaceringar

### Herrar – amatörer
| År   | Vinnare                                                                               | Tvåa                                                                                 | Trea                                                                                |
| 1962 | VästtysklandEhrenfried Rudolph Bernd Rohr Klaus May Lothar Claesges                   | DanmarkDeut Hansen Preben Isaksson Kaj Erik Jensen Kurt Vid-Stein                    | SovjetunionenArnold Belgardt Leonid Kolumbet Stanislav Moskvin Viktor Romanov       |
| 1963 | SovjetunionenArnold Belgardt Sergej Teresjtjenkov Stanislav Moskvin Viktor Romanov    | VästtysklandLothar Claesges Klemens Grossimlinghaus Karl-Heinz Henrichs Ernst Streng | DanmarkDeut Hansen Preben Isaksson Leif Larsen Kurt Vid-Stein                       |
| 1964 | VästtysklandLothar Claesges Karl Link Karl-Heinz Henrichs Ernst Streng                | Italien Attilio Benfatto Cencio Mantovani Carlo Rancati Franco Testa                 | SovjetunionenArnold Belgardt Leonid Kolumbet Stanislav Moskvin Sergej Teresjtjenkov |
| 1965 | SovjetunionenStanislav Moskvine Sergeï Teretschenkov Michail Koljusjev Leonid Vukolov | ItalienCipriano Chemello Cencio Mantovani Aroldo Spadoni Luigi Roncaglia             | TjeckoslovakienJiří Daler Milan Puzrla Frantisek Rezak Milos Jelinek                |
| 1966 | ItalienCipriano Chemello Antonio Castello Luigi Roncaglia Gino Pancino                | VästtysklandKarl-Heinz Henrichs Herbert Honz Jürgen Kissner Karl Link                | TjeckoslovakienJiří Daler Milan Puzrla Frantisek Rezak Milos Jelinek                |
| 1967 | SovjetunionenStanislav Moskvin Michail Koljusjev Viktor Bykov Dzintars Latsis         | ItalienCipriano Chemello Antonio Castello Luigi Roncaglia Gino Pancino               | VästtysklandKarl-Heinz Henrichs Rainer Podlesch Jürgen Kissner Karl Link            |
| 1968 | ItalienCipriano Chemello Lorenzo Bosisio Giorgio Morbiato Luigi Roncaglia             | ArgentinaMall:Lien Ernesto Contreras Mall:Lien                                       | SverigeErik Pettersson Tomas Pettersson Gösta Pettersson Jupp Ripfel                |
| 1969 | SovjetunionenStanislav Moskvin Vladimir Kuznetsov Viktor Bykov Sergej Kuskov          | Italien Pietro Algeri Giacomo Bazzan Giorgio Morbiato Antonio Castello               | FrankrikeClaude Buchon Bernard Darmet René Grignon Daniel Rebillard                 |
| 1970 | VästtysklandGünter Haritz Peter Vonhof Hans Lutz Günther Schumacher                   | ÖsttysklandThomas Huschke Heinz Richter Herbert Richter Manfred Ulbricht             | SovjetunionenStanislav Moskvin Vladimir Kuznetsov Viktor Bykov Vladimir Semenets    |
| 1971 | ItalienPietro Algeri Giacomo Bazzan Giorgio Morbiato Luciano Borgognoni               | ÖsttysklandThomas Huschke Heinz Richter Herbert Richter Uwe Unterwalder              | VästtysklandGünter Haritz Udo Hempel Peter Vonhof Jürgen Colombo                    |
| 1972 | Ersatt av Olympiska spelen                                                            | Ersatt av Olympiska spelen                                                           | Ersatt av Olympiska spelen                                                          |
| 1973 | VästtysklandGünther Schumacher Peter Vonhof Hans Lutz Günter Haritz                   | StorbritannienMichael Bennett Richard Evans Ian Hallam William Moore                 | NederländernaGerrie Fens Peter Nieuwenhuis Herman Ponsteen Roy Schuiten             |
| 1974 | VästtysklandGünther Schumacher Peter Vonhof Hans Lutz Dietrich Thurau                 | ÖsttysklandThomas Huschke Heinz Richter Uwe Unterwalder Klaus-Jürgen Grünke          | TjeckoslovakienJaremir Dolezal Petrnek Kocek Michal Klasa Milan Puzrla              |
| 1975 | VästtysklandGünther Schumacher Peter Vonhof Hans Lutz Gregor Braun                    | SovjetunionenVladimir Osokin Vitali Petrakov Viktor Sokolov Aleksandr Perov          | ÖsttysklandNorbert Dürpisch Thomas Huschke Uwe Unterwalder Klaus-Jürgen Grünke      |

| År   | Vinnare                                                                              | Tvåa                                                                              | Trea                                                                               |
| 1976 | Ersatt av Olympiska spelen                                                           | Ersatt av Olympiska spelen                                                        | Ersatt av Olympiska spelen                                                         |
| 1977 | ÖsttysklandNorbert Dürpisch Gerald Mortag Matthias Wiegand Volker Winkler            | VästtysklandGünther Schumacher Peter Vonhof Hans Lutz Henry Rinklin               | SchweizRobert Dill-Bundi Daniel Gisiger Hans Kaenel Walter Baumgartner             |
| 1978 | ÖsttysklandUwe Unterwalder Gerald Mortag Matthias Wiegand Volker Winkler             | SovjetunionenVladimir Osokin Vassili Ehrlich Vitali Petrakov Igor Pilipenko       | SchweizRobert Dill-Bundi Urs Freuler Hans Kaenel Walter Baumgartner                |
| 1979 | ÖsttysklandLutz Haueisen Gerald Mortag Axel Grosser Volker Winkler                   | SovjetunionenViktor Manakov Vasilij Ehrlich Vladimir Osokin Vitalij Petrakov      | ItalienMaurizio Bidinost Pierangelo Bincoletto Silvestro Milani Sandro Callari     |
| 1980 | Ersatt av Olympiska spelen                                                           | Ersatt av Olympiska spelen                                                        | Ersatt av Olympiska spelen                                                         |
| 1981 | ÖsttysklandDetlef Macha Bernd Dittert Axel Grosser Volker Winkler                    | SovjetunionenAleksandr Krasnov Viktor Manakov Aleksandr Kulikov Nikolaj Kuznetsov | TjeckoslovakienMartin Penc Aleš Trčka František Raboň Jiri Pokorny                 |
| 1982 | SovjetunionenKonstantin Chrabtsov Aleksandr Krasnov Valerij Movtjan Sergej Nikitenko | VästtysklandRoland Günther Gerhard Strittmatter Axel Bokeloh Michael Marx         | ÖsttysklandDetlef Macha Mario Hernig Gerald Buder Volker Winkler                   |
| 1983 | Västtyskland Rolf Gölz Roland Günther Gerhard Strittmatter Michael Marx              | ÖsttysklandCarsten Wolf Mario Hernig Bernd Dittert Hans-Joachim Pohl              | TjeckoslovakienPavel Soukup Aleš Trčka František Raboň Robert Sterba               |
| 1984 | Ersatt av Olympiska spelen                                                           | Ersatt av Olympiska spelen                                                        | Ersatt av Olympiska spelen                                                         |
| 1985 | ItalienRoberto Amadio Massimo Brunelli Gianpaolo Grisandi Silvio Martinello          | PolenRyszard Davidowicz Marian Turowski Leszek Stępniewski Andrzej Sikorski       | Sovjetunionen Vjatjeslav Jekimov Aleksandr Krasnov Marat Ganejev Vasilij Sjpundov  |
| 1986 | TjeckoslovakienPavel Soukup Aleš Trčka Svatopluk Buchta Teodor Černý                 | ÖsttysklandSteffen Blochwitz Dirk Meier Bernd Dittert Roland Hennig               | Sovjetunionen Vjatjeslav Jekimov Aleksandr Krasnov Viktor Manakov Sergej Chmelinin |
| 1987 | Sovjetunionen Vjatjeslav Jekimov Aleksandr Krasnov Viktor Manakov Sergej Chmelinin   | Östtyskland Steffen Blochwitz Dirk Meier Carsten Wolf Roland Hennig               | TjeckoslovakienPavel Soukup Miroslav Kundera Svatopluk Buchta Miroslav Junec       |
| 1988 | Ersatt av Olympiska spelen                                                           | Ersatt av Olympiska spelen                                                        | Ersatt av Olympiska spelen                                                         |
| 1989 | ÖsttysklandSteffen Blochwitz Carsten Wolf Thomas Liese Guido Fulst                   | Sovjetunionen Vjatjeslav Jekimov Jevgenij Berzin Dmitrij Neljubin Michail Orlov   | ItalienMarco Villa Giovanni Lombardi Ivan Cerioli David Solari                     |
| 1990 | SovjetunionenValerij Baturo Jevgenij Berzin Dmitrij Neljubin Oleksandr Gontjenkov    | Tyskland Michael Glöckner Stefan Steinweg Erik Weispfennig Andreas Walzer         | AustralienBrett Aitken Stephen McGlede Darren Winter Mark Kingsland                |
| 1991 | Tyskland Michael Glöckner Stefan Steinweg Jens Lehmann Andreas Walzer                | Sovjetunionen Jevgenij Berzin Vladislav Bobrik Vadim Kravtjenko Dmitrij Neljubin  | Australien Brett Aitken Stephen McGlede Shaun O'Brien Stuart O'Grady               |
| 1992 | Ersatt av Olympiska spelen                                                           | Ersatt av Olympiska spelen                                                        | Ersatt av Olympiska spelen                                                         |

### Herrar – elit
| År   | Vinnare                                                                             | Tvåa                                                                              | Trea                                                                         |
| 1993 | AustralienBrett Aitken Tim O'Shannessey Billy Shearsby Stuart O'Grady               | Tyskland Guido Fulst Andreas Bach Jens Lehmann Torsten Schmidt                    | Danmark Jimmi Madsen Klaus Kynde Jan Bo Petersen Lars-Otto Olsen             |
| 1994 | Tyskland Guido Fulst Andreas Bach Jens Lehmann Danilo Hondo                         | USACarl Sundquist Dirk Copeland Mariano Friedick Adam Laurent                     | AustralienBrett Aitken Tim O'Shannessey Rodney McGee Stuart O'Grady          |
| 1995 | Australien Bradley McGee Tim O'Shannessey Rodney McGee Stuart O'Grady               | UkrainaOleksandr Symonenko Serhij Matvjejev Bohdan Bondarjev Dimitrij Tolstjenkov | USAConrad Zach Dirk Copeland Mariano Friedick Matt Hamon                     |
| 1996 | Italien Andrea Collinelli Adler Capelli Cristiano Citton Mauro Trentini             | Frankrike Philippe Ermenault Jean-Michel Monin Francis Moreau Cyril Bos           | TysklandGuido Fulst Thorsten Rund Heiko Szonn Danilo Hondo                   |
| 1997 | ItalienAndrea Collinelli Adler Capelli Cristiano Citton Mario Benetton              | UkrainaOleksandr Symonenko Serhij Matvjejev Oleksandr Fedenko Oleksandr Klymenko  | Frankrike Philippe Ermenault Jérôme Neuville Carlos Da Cruz Franck Perque    |
| 1998 | UkrainaOleksandr Symonenko Sergiy Matveyev Oleksandr Fedenko Ruslan Pidhornyj       | TysklandGuido Fulst Robert Bartko Daniel Becke Christian Lademann                 | Italien Andrea Collinelli Adler Capelli Cristiano Citton Mario Benetton      |
| 1999 | Tyskland Guido Fulst Robert Bartko Daniel Becke Jens Lehmann                        | FrankrikePhilippe Ermenault Jérôme Neuville Francis Moreau Cyril Bos              | RysslandEduard Gritsun Aleksej Markov Vladislav Borisov Denis Smyslov        |
| 2000 | Tyskland Guido Fulst Sebastian Siedler Daniel Becke Jens Lehmann                    | StorbritannienPaul Manning Bradley Wiggins Chris Newton Jonathan Clay             | FrankrikeDamien Pommereau Jérôme Neuville Philippe Gaumont Cyril Bos         |
| 2001 | UkrainaOleksandr Symonenko Serhij Tjernjavskyj Oleksandr Fedenko Ljubomyr Polatajko | StorbritannienPaul Manning Bradley Wiggins Chris Newton Bryan Steel               | TysklandGuido Fulst Sebastian Siedler Christian Bach Jens Lehmann            |
| 2002 | Australien Peter Dawson Brett Lancaster Stephen Wooldridge Luke Roberts             | Tyskland Guido Fulst Sebastian Siedler Christian Bach Jens Lehmann                | StorbritannienPaul Manning Bradley Wiggins Chris Newton Bryan Steel          |
| 2003 | Australien Graeme Brown Peter Dawson Brett Lancaster Luke Roberts                   | StorbritannienRobert Hayles Paul Manning Bryan Steel Bradley Wiggins              | FrankrikeFabien Merciris Jérôme Neuville Franck Perque Fabien Sanchez        |
| 2004 | Australien Peter Dawson Ashley Hutchinson Luke Roberts Stephen Wooldridge           | Storbritannien Robert Hayles Paul Manning Chris Newton Bryan Steel                | SpanienCarlos Castaño Panadero Sergi Escobar Asier Maeztu Carlos Torrent     |
| 2005 | Storbritannien Steve Cummings Robert Hayles Paul Manning Chris Newton               | NederländernaLevi Heimans Jens Mouris Peter Schep Niki Terpstra                   | AustralienMatthew Goss Ashley Hutchinson Mark Jamieson Stephen Wooldridge    |
| 2006 | Australien Peter Dawson Matthew Goss Mark Jamieson Stephen Wooldridge               | Storbritannien Steve Cummings Robert Hayles Paul Manning Geraint Thomas           | UkrainaVolodymyr Djudja Roman Kononenko Maksim Polisjtjuk Ljubomyr Polatajko |
| 2007 | Storbritannien Edward Clancy Geraint Thomas Paul Manning Bradley Wiggins            | Ukraina Vitalij Popkov Ljubomyr Polatajko Maksim Polisjtjuk Vitalij Sjtjedov      | Danmark Casper Jørgensen Jens-Erik Madsen Michael Mørkøv Alex Rasmussen      |
| 2008 | Storbritannien Edward Clancy Bradley Wiggins Paul Manning Geraint Thomas            | Danmark Michael Færk Christensen Alex Rasmussen Jens-Erik Madsen Casper Jørgensen | Australien Graeme Brown Luke Roberts Bradley McGee Mark Jamieson             |
| 2009 | Danmark Michael Færk Christensen Alex Rasmussen Jens-Erik Madsen Casper Jørgensen   | Australien Jack Bobridge Rohan Dennis Leigh Howard Cameron Meyer                  | Nya Zeeland Westley Gough Peter Latham Marc Ryan Jesse Sergent               |

| År   | Vinnare                                                                                                | Tvåa                                                                                                  | Trea                                                                                         |
| 2010 | Australien Jack Bobridge Michael Hepburn Leigh Howard Cameron Meyer                                    | Storbritannien Edward Clancy Steven Burke Ben Swift Andrew Tennant                                    | Nya Zeeland Westley Gough Peter Latham Sam Bewley Jesse Sergent                              |
| 2011 | Australien Jack Bobridge Michael Hepburn Rohan Dennis Luke Durbridge                                   | Ryssland Aleksej Markov Jevgenij Kovaljev Ivan Kovajlev Aleksandr Serov                               | Storbritannien Samuel Harrison Steven Burke Peter Kennaugh Andrew Tennant                    |
| 2012 | StorbritannienEdward Clancy Steven Burke Peter Kennaugh Geraint Thomas                                 | AustralienGlenn O'Shea Jack Bobridge Rohan Dennis Michael Hepburn                                     | Nya ZeelandAaron Gate Sam Bewley Westley Gough Marc Ryan                                     |
| 2013 | AustralienGlenn O'Shea Alexander Edmondson Michael Hepburn Alexander Morgan                            | StorbritannienSteven Burke Edward Clancy Samuel Harrison Andrew Tennant                               | DanmarkLasse Norman Hansen Casper von Folsach Mathias Møller Nielsen Rasmus Christian Quaade |
| 2014 | AustralienLuke Davison Glenn O'Shea Alexander Edmondson Mitchell Mulhern                               | DanmarkCasper von Folsach Lasse Norman Hansen Rasmus Christian Quaade Alex Rasmussen                  | Nya ZeelandAaron Gate Pieter Bulling Dylan Kennett Marc Ryan                                 |
| 2015 | Nya ZeelandAlex Frame Pieter Bulling Dylan Kennett Regan Gough Marc Ryan*                              | StorbritannienEdward Clancy Steven Burke Owain Doull Geraint Thomas                                   | AustralienMiles Scotson Alexander Edmondson Luke Davison Jack Bobridge                       |
| 2016 | AustralienSam Welsford Michael Hepburn Callum Scotson Miles Scotson Alexander Porter* Luke Davison*    | StorbritannienJonathan Dibben Edward Clancy Owain Doull Bradley Wiggins Steven Burke* Andrew Tennant* | DanmarkLasse Norman Hansen Niklas Larsen Frederik Madsen Casper von Folsach Rasmus Quaade*   |
| 2017 | AustralienSam Welsford Cameron Meyer Alexander Porter Nicholas Yallouris Kelland O'Brien* Rohan Wight* | Nya ZeelandRegan Gough Pieter Bulling Dylan Kennett Nick Kergozou                                     | ItalienSimone Consonni Liam Bertazzo Filippo Ganna Francesco Lamon Michele Scartezzini*      |
| 2018 | StorbritannienEdward Clancy Kian Emadi Ethan Hayter Charlie Tanfield                                   | DanmarkNiklas Larsen Julius Johansen Frederik Madsen Casper von Folsach                               | ItalienSimone Consonni Liam Bertazzo Filippo Ganna Francesco Lamon                           |
| 2019 | AustralienSam Welsford Kelland O'Brien Alexander Porter Leigh Howard Cameron Scott*                    | StorbritannienEthan Hayter Edward Clancy Kian Emadi Charlie Tanfield Oliver Wood*                     | DanmarkLasse Norman Hansen Rasmus Pedersen Casper von Folsach Niklas Larsen Julius Johansen* |
| 2020 | DanmarkLasse Norman Hansen Julius Johansen Frederik Madsen Rasmus Pedersen                             | Nya ZeelandCampbell Stewart Corbin Strong Aaron Gate Jordan Kerby Regan Gough*                        | ItalienSimone Consonni Filippo Ganna Francesco Lamon Jonathan Milan Michele Scartezzini*     |
| 2021 | ItalienLiam Bertazzo Simone Consonni Filippo Ganna Jonathan Milan Francesco Lamon*                     | FrankrikeThomas Boudat Thomas Denis Valentin Tabellion Benjamin Thomas                                | StorbritannienEthan Hayter Ethan Vernon Charlie Tanfield Oliver Wood Kian Emadi*             |
| 2022 | StorbritannienEthan Hayter Oliver Wood Ethan Vernon Daniel Bigham                                      | ItalienSimone Consonni Filippo Ganna Jonathan Milan Manlio Moro Francesco Lamon*                      | DanmarkTobias Hansen Carl-Frederik Bévort Lasse Norman Hansen Rasmus Pedersen                |
| 2023 | DanmarkNiklas Larsen Carl-Frederik Bévort Lasse Norman Leth Rasmus Pedersen Frederik Madsen*           | ItalienFilippo Ganna Francesco Lamon Jonathan Milan Manlio Moro Simone Consonni*                      | Nya ZeelandAaron Gate Campbell Stewart Thomas Sexton Nick Kergozou                           |
| 2024 | DanmarkTobias Hansen Carl-Frederik Bévort Niklas Larsen Frederik Rodenberg Rasmus Pedersen*            | StorbritannienEthan Hayter Josh Charlton Charlie Tanfield Oliver Wood Rhys Britton*                   | TysklandTim Torn Teutenberg Benjamin Boos Ben Felix Jochum Bruno Kessler Felix Groß*         |

Not: Asterisk markerar att personen deltog i inledande lopp, men ej i final eller bronsmatch.

### Damer
| År   | Vinnare                                                                       | Tvåa                                                                          | Trea                                                                                       |
| 2008 | Storbritannien Wendy Houvenaghel Joanna Rowsell-Shand Rebecca Romero          | Ukraina Svitlana Haljuk Ljubov Basova Lesja Kalitovska                        | Tyskland Charlotte Becker Alexandra Sontheimer Verena Jooß                                 |
| 2009 | Storbritannien Wendy Houvenaghel Elizabeth Armitstead Joanna Rowsell-Shand    | Nya Zeeland Lauren Ellis Jaime Nielsen Alison Shanks                          | Australien Ashlee Ankudinoff Sarah Kent Josephine Tomic                                    |
| 2010 | Australien Ashlee Ankudinoff Sarah Kent Josephine Tomic                       | Storbritannien Wendy Houvenaghel Joanna Rowsell-Shand Elizabeth Armitstead    | Nya Zeeland Lauren Ellis Rushlee Buchanan Alison Shanks                                    |
| 2011 | Storbritannien Wendy Houvenaghel Laura Kenny Danielle King                    | USA Sarah Hammer Dotsie Bausch Jennie Reed                                    | Nya Zeeland Kaytee Boyd Jaime Nielsen Alison Shanks                                        |
| 2012 | Storbritannien Joanna Rowsell-Shand Laura Kenny Danielle King                 | Australien Annette Edmondson Melissa Hoskins Josephine Tomic                  | Kanada Tara Whitten Jasmin Glaesser Gillian Carleton                                       |
| 2013 | Storbritannien Laura Kenny Danielle King Elinor Barker                        | Australien Annette Edmondson Amy Cure Melissa Hoskins                         | Kanada Gillian Carleton Jasmin Glaesser Laura Brown                                        |
| 2014 | Storbritannien Laura Kenny Katie Archibald Elinor Barker Joanna Rowsell-Shand | Kanada Laura Brown Jasmin Glaesser Allison Beveridge Stephanie Roorda         | Australien Annette Edmondson Amy Cure Melissa Hoskins Isabella King                        |
| 2015 | Australien Annette Edmondson Amy Cure Melissa Hoskins Ashlee Ankudinoff       | Storbritannien Laura Kenny Katie Archibald Elinor Barker Joanna Rowsell-Shand | Kanada Laura Brown Jasmin Glaesser Allison Beveridge Stephanie Roorda                      |
| 2016 | USA Kelly Catlin Chloé Dygert Sarah Hammer Jennifer Valente                   | Kanada Allison Beveridge Jasmin Glaesser Kirsti Lay Georgia Simmerling        | Storbritannien Ciara Horne Laura Kenny Elinor Barker Joanna Rowsell-Shand                  |
| 2017 | USA Kelly Catlin Chloé Dygert Kimberly Geist Jennifer Valente                 | Australien Amy Cure Ashlee Ankudinoff Alexandra Manly Rebecca Wiasak          | Nya Zeeland Racquel Sheath Rushlee Buchanan Kirstie James Jaime Nielsen Michaela Drummond* |

| År   | Vinnare                                                                                 | Tvåa                                                                                      | Trea                                                                                         |
| 2018 | USA Kelly Catlin Chloé Dygert Kimberly Geist Jennifer Valente                           | Storbritannien Katie Archibald Elinor Barker Laura Kenny Emily Nelson Eleanor Dickinson*  | Italien Elisa Balsamo Letizia Paternoster Silvia Valsecchi Tatiana Guderzo Simona Frapporti* |
| 2019 | Australien Annette Edmondson Ashlee Ankudinoff Georgia Baker Amy Cure Alexandra Manly*  | Storbritannien Laura Kenny Katie Archibald Elinor Barker Eleanor Dickinson                | Nya Zeeland Michaela Drummond Bryony Botha Holly Edmondston Kirstie James Rushlee Buchanan*  |
| 2020 | USA Jennifer Valente Chloé Dygert Emma White Lily Williams                              | Storbritannien Elinor Barker Katie Archibald Eleanor Dickinson Neah Evans Laura Kenny*    | Tyskland Franziska Brauße Lisa Brennauer Lisa Klein Gudrun Stock                             |
| 2021 | Tyskland Franziska Brauße Lisa Brennauer Mieke Kröger Laura Süßemilch                   | Italien Elisa Balsamo Martina Alzini Chiara Consonni Martina Fidanza Letizia Paternoster* | Storbritannien Katie Archibald Megan Barker Neah Evans Josie Knight                          |
| 2022 | Italien Elisa Balsamo Chiara Consonni Martina Fidanza Vittoria Guazzini Martina Alzini* | Storbritannien Neah Evans Katie Archibald Josie Knight Anna Morris Megan Barker*          | Frankrike Clara Copponi Valentine Fortin Victoire Berteau Marion Borras                      |
| 2023 | StorbritannienKatie Archibald Elinor Barker Josie Knight Anna Morris Megan Barker*      | Nya ZeelandMichaela Drummond Ally Wollaston Emily Shearman Bryony Botha                   | FrankrikeMarion Borras Valentine Fortin Clara Copponi Marie Le Net Victoire Berteau*         |
| 2024 | StorbritannienKatie Archibald Megan Barker Josie Knight Anna Morris Jessica Roberts*    | TysklandFranziska Brauße Lisa Klein Mieke Kröger Lena Charlotte Reißner Laura Süßemilch*  | ItalienMartina Fidanza Chiara Consonni Martina Alzini Vittoria Guazzini Letizia Paternoster* |

Not: Asterisk markerar att personen deltog i inledande lopp, men ej i final eller bronsmatch.